# Seguenzia carinata
Seguenzia carinata är en snäckart som beskrevs av John Gwyn Jeffreys 1876. Seguenzia carinata ingår i släktet Seguenzia och familjen Seguenziidae. Inga underarter finns listade i Catalogue of Life.